# Tāzeh Kand-e Sheykh ol Eslām
Tāzeh Kand-e Sheykh ol Eslām (persiska: تازه کند شیخ الاسلام) är en ort i Iran.   Den ligger i provinsen Östazarbaijan, i den nordvästra delen av landet, 500 km väster om huvudstaden Teheran. Tāzeh Kand-e Sheykh ol Eslām ligger 1 366 meter över havet och antalet invånare är 149.
Terrängen runt Tāzeh Kand-e Sheykh ol Eslām är huvudsakligen kuperad, men åt sydväst är den platt. Runt Tāzeh Kand-e Sheykh ol Eslām är det ganska tätbefolkat, med 90 invånare per kvadratkilometer. Närmaste större samhälle är Marāgheh, 18,1 km norr om Tāzeh Kand-e Sheykh ol Eslām. Trakten runt Tāzeh Kand-e Sheykh ol Eslām består i huvudsak av gräsmarker.